# Bán đảo Ả Rập
Bán đảo Ả Rập (tiếng Ả Rập: الجزيرة العربية al-jazīra al-ʿarabiyya, "đảo Ả Rập") là một bán đảo nằm ở Tây Á, tọa lạc ở phía đông bắc châu Phi, trên mảng Ả Rập. Theo góc nhìn địa lý, đây có thể được xem là một tiểu lục địa của châu Á.
Bán đảo Ả Rập là bán đảo lớn nhất thế giới, với diện tích 3.237.500 km2 (1.250.000 dặm vuông Anh). Bán đảo Ả Rập bao gồm các quốc gia Yemen, Oman, Qatar, Bahrain, Ả Rập Xê Út, Các Tiểu Vương quốc Ả Rập Thống nhất, một phần của Jordan, Iraq và Kuwait. Bán đảo này được tạo ra từ việc phân tách tạo nên biển Đỏ trong khoảng thời gian từ 56 đến 23 triệu năm trước. Bán đảo Ả Rập tiếp giáp với biển Đỏ về phía tây và tây nam, vịnh Ba Tư về phía đông bắc, Levant về phía bắc và Ấn Độ Dương về phía đông nam. Nơi này đóng một vị trí địa chính trị quan trọng tại Trung Đông và thế giới Ả Rập do trữ lượng lớn dầu mỏ và khí tự nhiên.
Trước thời hiện đại, nó được chia làm bốn phân vùng: Hejaz, Najd, Nam Ả Rập (Hadhramaut) và Đông Ả Rập. Hejaz và Najd tạo nên đa phần Ả Rập Xê Út. Nam Ả Rập bao gồm Yemen và vài phần của Ả Rập Xê Út (Najran, Jizan, Asir) và Oman (Dhofar). Đông Arabia bao gồm toàn bộ vùng duyên hải dọc theo vịnh Ba Tư.
Trong lịch sử, bán đảo Ả Rập là nơi có dân số ít ỏi, song trong các thập niên qua có mức tăng trưởng dân số cao, nguyên nhân là dòng lao động nhập cư rất lớn cùng với duy trì liên tục mức sinh cao. Dân số có xu hướng tương đối trẻ và chênh lệch lớn về giới tính do nam giới đông hơn. Tại nhiều quốc gia, số người Nam Á đông hơn công dân địa phương. Bốn quốc gia nhỏ nhất nằm ven vịnh Ba Tư có mức tăng trưởng dân số cao nhất thế giới, khi gần gấp ba lần sau mỗi 20 năm. Đến năm 2022, ước tính dân số bán đảo Ả Rập là 92,273,394 (bao gồm ngoại kiều).

## Địa lý

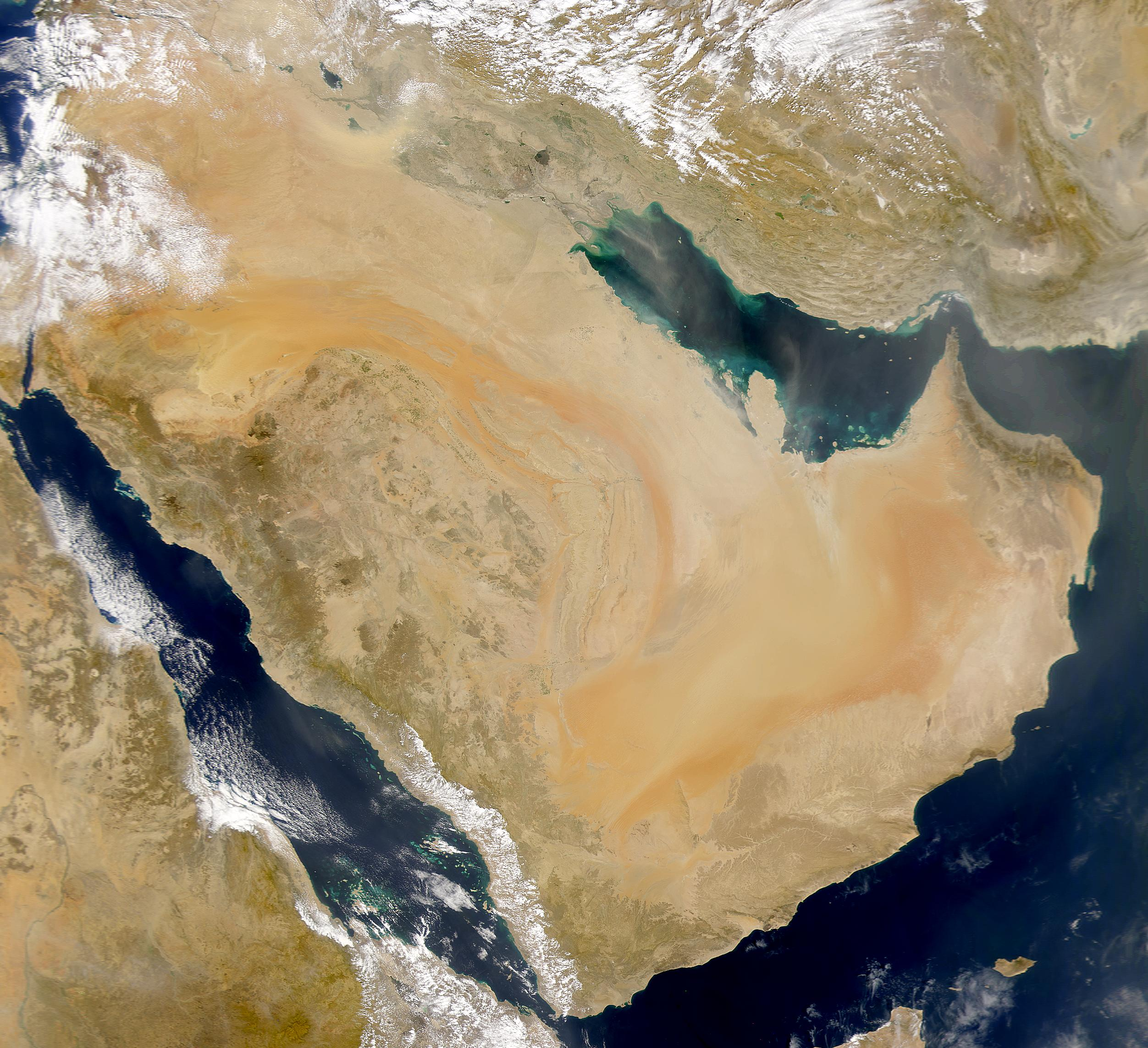
Bản đồ vệ tinh bán đảo Ả Rập.

Bán đảo Ả Rập nằm trên lục địa châu Á, giáp với Vịnh Ba Tư về phía đông bắc, eo biển Hormuz và vịnh Oman về phía đông, biển Ả Rập về phía đông nam và nam, vịnh Aden về phía nam, eo biển Bab-el-Mandeb về phía tây nam, và biển Đỏ về phía tây và tây bắc. Phần phía bắc của bán đảo hoà vào hoang mạc Syria và không có ranh giới rõ ràng, song ranh giới phía bắc của bán đảo Ả Rập thường được nhìn nhận là biên giới phía bắc của Ả Rập Xê Út và Kuwait.
Đặc điểm nổi bật nhất của bán đảo là hoang mạc, song tại phần tây nam có các dãy núi và nhận được lượng mưa lớn hơn phần còn lại của bán đảo. Harrat ash Shaam là khu núi lửa mở rộng từ miền tây bắc bán đảo đến Jordan và miền nam Syria.

### Ranh giới chính trị
Các quốc gia nằm trên bán đảo là Kuwait, Bahrain, Qatar, Các Tiểu vương quốc Ả Rập Thống nhất tại miền đông, Oman tại đông nam, Yemen tại miền nam và Ả Rập Xê Út tại trung tâm. Đảo quốc Bahrain nằm ngoài khơi bờ biển phía đông bán đảo.
Sáu quốc gia (Ả Rập Xê Út, Kuwait, Bahrain, Qatar, Các Tiểu vương quốc Ả Rập Thống nhất và Oman) hợp thành Hội đồng Hợp tác Vùng Vịnh (GCC). Tuy nhiên, đây là một thuật ngữ gây tranh luận, người Iran khẳng định rằng tên gọi vịnh Ba Tư có quy ước lịch sử và được quốc tế công nhận, trong khi các quốc gia Ả Rập, nhất là sáu thành viên của GCC thì cho rằng tên của vịnh này là Ả Rập do vực biển nông của vùng biển này là phần tiếp tục về địa chất của bờ biển thấp phía đông bán đảo, từ Kuwait đến miền bắc UAE.
Vương quốc Ả Rập Xê Út chiếm phần lớn diện tích bán đảo. Đa số cư dân của bán đảo sống tại Ả Rập Xê Út và Yemen. Bán đảo có trữ lượng dầu mỏ lớn nhất thế giới. Ả Rập Xê Út và Các Tiểu vương quốc Ả Rập Thống nhất có nền kinh tế lớn nhất trong khu vực. Qatar có trữ lượng khí đốt tự nhiên hàng đầu thế giới. Kuwait có biên giới với Iraq, là một quốc gia có tầm quan trọng chiến lược, có vai trò là một trong các căn cứ chính của lực lượng liên quân trong cuộc xâm chiếm Iraq vào năm 2003.

### Cảnh quan

Một đoàn lữ hành vượt hoang mạc ad-Dahna tại miền trung Ả Rập Xê Út.

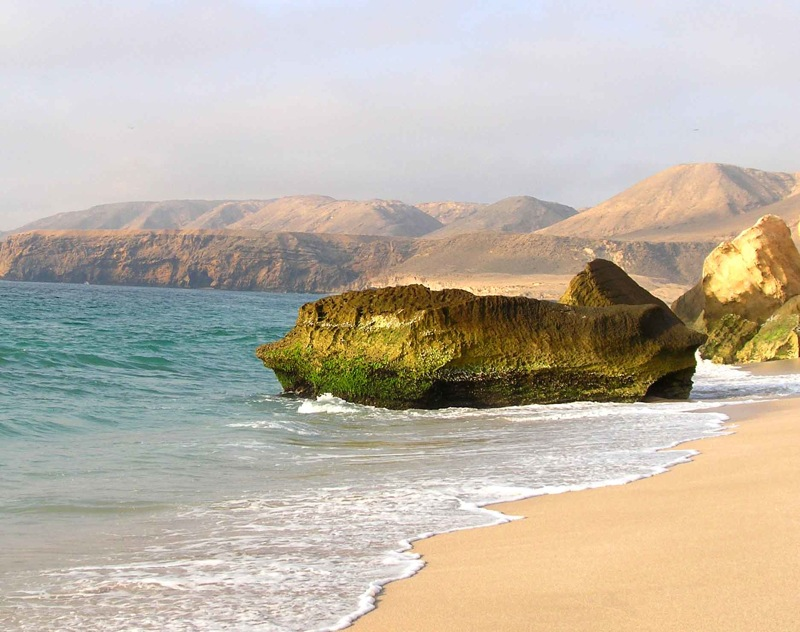
Ras Aljinz tại đông nam bán đảo Ả Rập (Oman), còn gọi là 'bãi biển rùa'.

Về mặt địa chất, khu vực này có lẽ thích hợp hơn với tên gọi là tiểu lục địa Ả Rập do nó nằm trên một mảng kiến tạo riêng là mảng Ả Rập. Mảng này di chuyển xa dần khỏi phần còn lại của châu Phi (tạo nên biển Đỏ), và va chạm với mảng Á-Âu ở phía bắc (hình thành dãy núi Zagros). Các phiến đá lộ ra sự khác nhau về hệ thống trên khắp bán đảo Ả Rập, với những phiến đá cổ nhất lộ ra tại khiên Ả Rập-Nubia gần biển Đỏ. Có lẽ ophiolit được bảo tồn tốt nhất trên Trái đất là ophiopit Semail, lộ ra trên các dãy núi của Các Tiểu vương quốc Ả Rập Thống nhất và miền bắc Oman.
Bán đảo gồm có:
1. Cao nguyên trung tâm Najd, có các thung lũng và đồng cỏ phì nhiêu được dùng làm nơi chăn thả cừu và các loài gia súc khác
2. Một loạt các hoang mạc: Nefud tại phía bắc[8] với đặc điểm là nhiều đá; Rub' al Khali hay hoang mạc Đại Ả Rập ở phía nam với lớp cát ước tính dày 180 m; ở giữa chúng là hoang mạc ad-Dahna
3. Tại Hejaz có các dãy núi song song với bờ biển Đỏ tại phía tây, song cũng có núi tại cực đông nam của bán đảo (Oman). Các dãy núi cao dần về phía tây, và các đỉnh và rặng cao nhất đều nằm tại Yemen. Núi cao nhất bán đảo là Jabal an Nabi Shu'ayb tại Yemen, có độ cao 3.666 m.
4. Dải bờ biển khô hoặc đầm lầy trải dài cùng các rạn san hô về phía biển Đỏ (Tihamah)
5. Các ốc đảo và đầm lầy ven biển tại Đông Ả Rập về phía vịnh Ba Tư

Bán đảo Ả Rập có ít hồ hoặc là sông vĩnh cửu. Hầu hết các khu vực được tiêu nước qua các lòng sông chóng cạn gọi là wadi, những nơi này luôn khô ngoại trừ trong mùa mưa. Tuy nhiên, tầng ngậm nước cổ đại phong phú nằm bên dưới phần lớn bán đảo, và những nơi nguồn nước này nổi lên bề mặt được gọi là ốc đảo (như Al-Hasa và Qatif, hai trong số những ốc đảo lớn nhất thế giới), cho phép phát triển nông nghiệp, đặc biệt là các cây thuộc họ cọ, và đây là vùng sản xuất chà là nhiều nhất thế giới. Về tổng thể, khí hậu cực kỳ nóng và khô, song có những ngoại lệ. Những nơi có độ cao lớn hơn có khí hậu ôn hoà hơn, và bờ biển ven biển Ả Rập có thể đón các cơn gió nhẹ mát và ẩm bất chợt vào mùa hè do khí lạnh từ xa bờ tràn vào. Bán đảo không có rừng cây rậm rạp. Đời sống hoang dã thích nghi với hoang mạc tồn tại trên khắp bán đảo.
Theo dữ liệu vệ tinh GRACE của NASA (2003 - 2013) được phân tích trong một nghiên cứu của Đại học California, Irvine (UCI) vào năm 2015, thì hệ thống tầng ngậm nước chịu ứng suất lớn nhất trên thế giới là hệ thống tầng ngậm nước Ả Rập, với trên 60 triệu người dựa vào nó để lấy nước. 21 trong số 37 tầng ngậm nước "đã vượt qua đỉnh điểm bền vững và đang suy kiệt" và 13 trong số đó "bị kiệt quệ đáng kể."

### Đất và biển

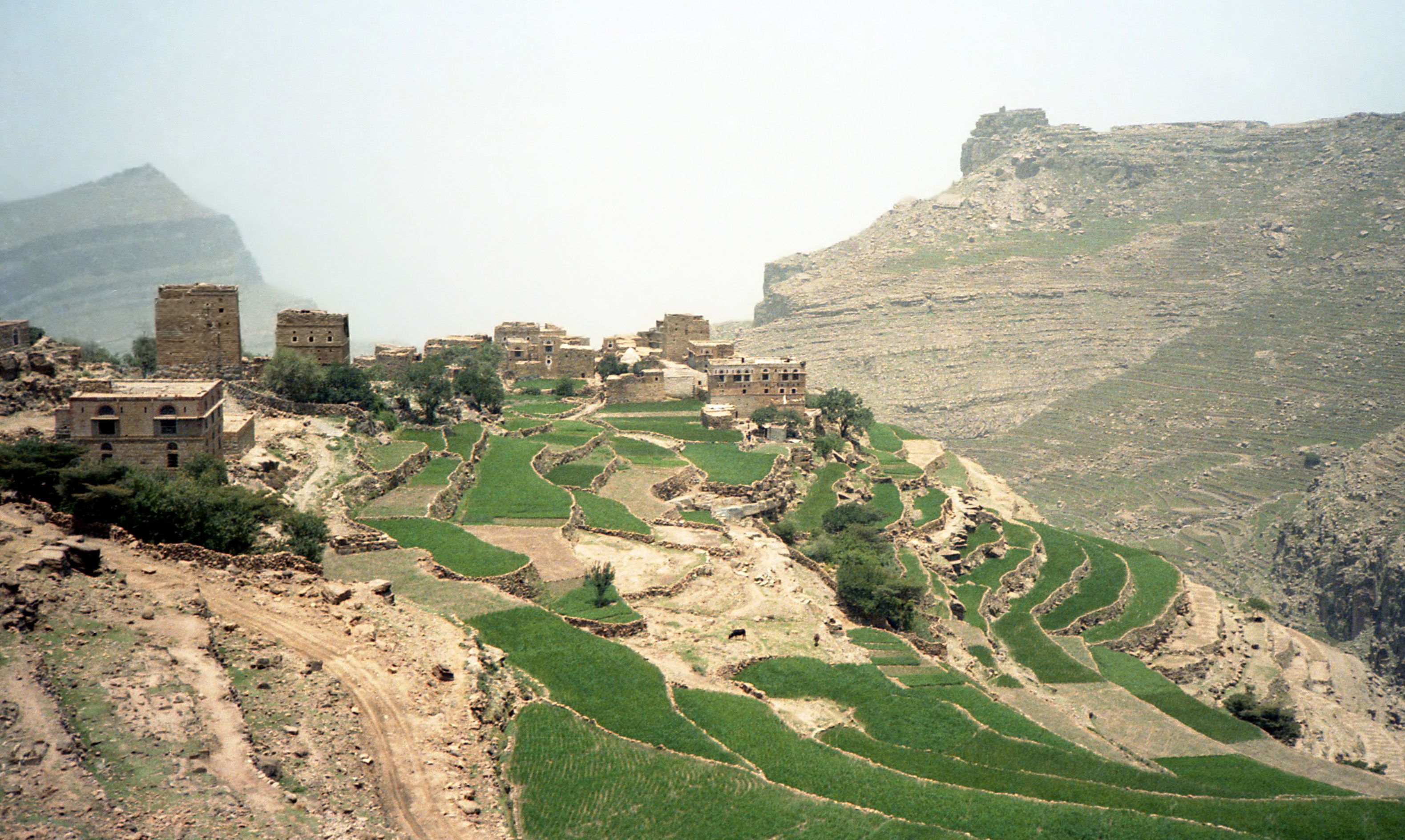
Ruộng bậc thang tại Yemen.

Hầu hết bán đảo Ả Rập không thích hợp cho nông nghiệp, khiến các dự án tưới tiêu và cải tạo đất trở nên thiết yếu. Các đồng bằng hẹp ven biển và các ốc đảo cô lập tổng cộng chiếm dưới 1% diện tích đất, và chúng được sử dụng để trồng cây lương thực, cà phê và cây ăn quả nhiệt đới. Chăn nuôi dê, cừu và lạc đà phổ biến ở một số nơi trên khắp phần còn lại của bán đảo. Một số khu vực có khí hậu gió mùa nhiệt đới ẩm vào mùa hè, đặc biệt là các khu vực Dhofar và Al Mahrah của Oman và Yemen. Các khu vực này có các đồn điền dừa với quy mô lớn. Hầu hết Yemen có mưa gió mùa nhiệt đới do ảnh hưởng từ khí hậu núi. Các đồng bằng thường có khí hậu khô hạn nhiệt đới hoặc cận nhiệt đới hoặc là khí hậu thảo nguyên khô hạn.
Vùng biển xung quanh bán đảo Ả Rập nhìn chung là vùng biển nhiệt đới, có đời sống sinh vật biển nhiệt đới rất phong phú, có một số trong những rạn san hô lớn nhất, nguyên vẹn và cổ xưa nhất trên thế giới. Ngoài ra, sinh vật sống cộng sinh với san hô biển Đỏ, động vật nguyên sinh và tảo đơn bào zooxanthellae, thích nghi độc đáo với khí hậu nóng khi nhiệt độ nước biển tăng và giảm đột ngột. Do đó, các rạn san hô này không chịu tác động trước hiện tượng tẩy trắng san hô do nhiệt độ gia tăng như những nơi khác trong vùng biển san hô Ấn Độ Dương-Thái Bình Dương. Các rạn san hô cũng không chịu tác động từ du lịch hay lặn biển ở mức lớn hoặc các can thiệp quy mô lớn khác của con người. Tuy nhiên, một số rạn san hô đã bị tàn phá trong vịnh Ba Tư, hầu hết là do ô nhiễm nước phosphat và kết quả là gia tăng phát triển tảo, cũng như là do ô nhễm do rò rỉ từ các tàu và đường ống.
Các vùng đất phì nhiêu tại Yemen tạo thuận lợi cho việc định cư trên hầu như toàn bộ vùng đất cao từ mực nước biển đến các núi cao 3.000 m. Tại những nơi có độ cao lớn, các ruộng bậc thang phức tạp được tạo nên để thuận tiện cho cánh tác cây lương thực, cây ăn quả, cà phê, gừng và khat.

## Lịch sử

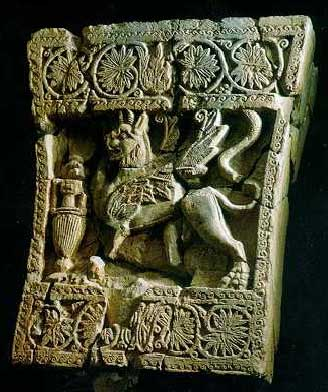
Một griffin từ cung điện vương thất tại Shabwa, thủ đô của Hadhramaut tại cực nam bán đảo.

### Tiền Hồi giáo
Tồn tại bằng chứng cho thấy rằng con người cư trú tại bán đảo Ả Rập từ khoảng 106.000 đến 130.000 năm trước. Tuy nhiên, khí hậu khắc nghiệt trong lịch sử ngăn cản việc định cư quy mô lớn tại đây, ngoài một số lượng nhỏ các khu định cư mậu dịch đô thị như Mecca và Medina nằm tại Hejaz tại miền tây bán đảo.
Tuy nhiên, khảo cổ học khám phá sự tồn tại của nhiều nền văn minh trên bán đảo Ả Rập vào thời tiền Hồi giáo (như Thamud), đặc biệt là tại Nam Ả Rập. Các nền văn minh Nam Ả Rập gồm có Sheba, Vương quốc Himyar, Vương quốc Awsan, Vương quốc Ma'īn và Vương quốc Sabae. Trung Ả Rập có Vương quốc Kindah vào thế kỷ IV, V và đầu thế kỷ VI. Đông Ả Rập có nền văn minh Dilmun. Các bằng chứng sớm nhất được biết đến về lịch sử bán đảo Ả Rập là các cuộc di cư từ bán đảo sang các khu vực lân cận.
Bán đảo Ả Rập trong một thời gian dài được phần lớn học giả chấp nhận là quê hương ban đầu theo giả thuyết của Nhóm ngôn ngữ Semit.

### Hồi giáo nổi lên

Các thời kỳ Caliph
Bành trướng vào thời Muhammad, 622–632/1–11 lịch Hồi giáo
Bành trước vào thời Đế quốc Rashidun, 632–661/11–40 lịch Hồi giáo
Bành trướng vào thời Đế quốc Umayyad, 661–750/40–129 lịch Hồi giáo

Trong thế kỷ VII, Hồi giáo được giới thiệu trên bán đảo Ả Rập. Nhà tiên tri Hồi giáo Muhammad sinh tại Mecca vào khoảng năm 570 và lần đầu tiên bắt đầu thuyết phát tại thành phố vào năm 610, song di cư đến Medina vào năm 622. Từ đó, ông và các đồng môn thống nhất các bộ lạc trên bán đảo Ả Rập dưới ngọn cờ Hồi giáo và lập ra một chính thể tôn giáo Hồi giáo Ả Rập duy nhất trên bán đảo.
Sau khi Muhammad mất vào năm 632, bất đồng bùng phát về vấn đề người kế nhiệm ông làm lãnh đạo của cộng đồng Hồi giáo. Umar ibn al-Khattab là một đồng môn nổi bật của Muhammad thì đề cử Abu Bakr, là bằng hữu và người cộng tác thân mật của Muhammad. Những người khác cũng ủng hộ và Abu Bakr trở thành khalip đầu tiên. Lựa chọn này bị một số đồng môn của Muhammad tranh luận, họ cho rằng người anh họ đồng thời là con rể của Muhammad là Ali ibn Abi Talib đã được chỉ định làm người thừa kế. Nhiệm vụ trước mắt của Abu Bakr là trả thù một một thất bại mới đây trước quân Đông La Mã (Byzantine), song trước tiên ông phải dập tắt một cuộc nổi dậy của các bộ lạc trong điều được gọi là các cuộc chiến tranh Ridda, hay "các cuộc chiến tranh bội giáo".
Đến khi Abu Bakr mất vào năm 634, người kế vị ông làm khalip là Umar, tiếp đến là Uthman ibn al-Affan và Ali ibn Abi Talib. Giai đoạn bốn khalip đầu tiên này gọi là al-khulafā' ar-rāshidūn: Khalifah Rashidun. Dưới quyền các khalip này, và từ năm 661 là những người kế thừa Umayyad của họ, người Ả Rập nhanh chóng bành trướng lãnh thổ dưới quyền kiểm soát của người Hồi giáo ra ngoài bán đảo Ả Rập. Trong vài thập niên, các đội quân Hồi giáo giành được các chiến thắng quyết định trước Đông La Mã và tiêu diệt Đế quốc Ba Tư, chinh phục được vùng lãnh thổ khổng lồ từ bán đảo Iberia đến Ấn Độ. Trọng điểm chính trị của thế giới Hồi giáo sau đó chuyển đến các lãnh thổ mới chinh phục được.
Tuy thế, Mecca và Medina duy trì vị thế là các địa điểm linh thiêng nhất trong thế giới Hồi giáo. Qur'an yêu cầu mọi người Hồi giáo khoẻ mạnh nếu có điều kiện cần phải thực hiện một chuyến hành hương hay còn gọi là Hajj đến Mecca trong tháng Dhu al-Hijjah của lịch Hồi giáo ít nhất một lần trong đời, đây là một trong năm Cột trụ của Hồi giáo. Masjid al-Haram (Đại Thánh đường) tại Mecca là nơi có địa điểm linh thiêng nhất của Hồi giáo là Kaaba, và Masjid al-Nabawi (Thánh đường của Nhà tiên tri) tại Medina có lăng mộ của Muhammad; do đó từ thế kỷ VII, Mecca và Medina trở thành các điểm hành hương của một lượng lớn người Hồi giáo trên khắp thế giới.

### Trung đại
Dù quan trọng về tôn giáo, song về chính trị bán đảo Ả Rập nhanh chóng trở thành một khu vực ngoại vi của thế giới Hồi giáo, khi mà hầu hết các nhà nước Hồi giáo quan trọng nhất vào thời trung đại đặt tại các thành phố xa bán đảo như Damascus, Baghdad và Cairo. Tuy nhiên, kể từ thế kỷ X (và thực tế là cho đến thế kỷ XX) các Sharif của Mecca thuộc gia tộc Hashim duy trì một nhà nước tại Hejaz, cũng là phần đất phát triển nhất trong khu vực. Lãnh địa của họ ban đầu chỉ bao gồm các thành phố linh thiêng Mecca và Medina song đến thế kỷ XIII được mở rộng ra phần còn lại của Hejaz. Các Sharif thi thành quyền lực độc lập tại Hejaz trong hầu hết các giai đoạn, song họ thường quy phục quyền bá chủ của một trong các đế quốc Hồi giáo lớn vào đương thời. Trong thời trung đại, đó là Abbas tại Baghdad, và Fatima, Ayyub và Mamluk của Ai Cập.

### Hiện đại

Các lãnh thổ mà Ottoman giành được từ năm 1481 đến năm 1683

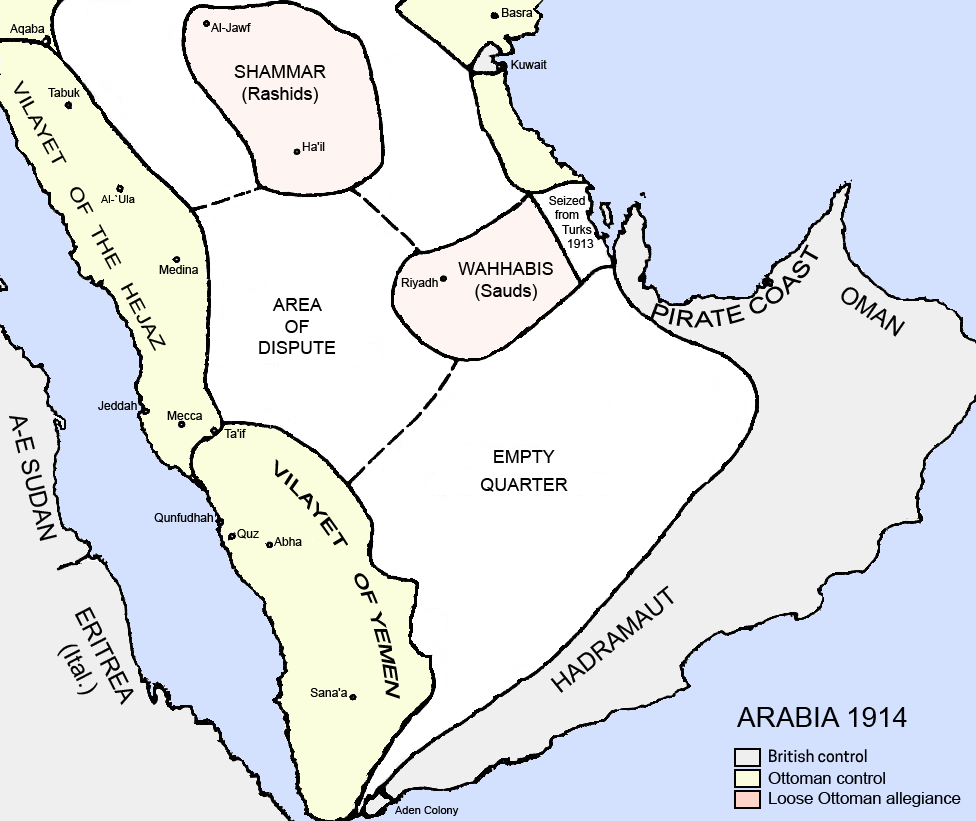
Bán đảo Ả Rập năm 1914.

Quân đội cấp địa phương của Đế quốc Ottoman tại Ả Rập (Arabistan Ordusu) có đại bản doanh tại Syria (bao gồm cả Palestine, Ngoại Jordan cùng với Liban). Nó phụ trách Syria, Cilicia, Iraq, và phần còn lại của bán đảo Ả Rập. Người Ottoman chưa từng kiểm soát phần trung tâm bán đảo Ả Rập, còn gọi là Najd.
Đến thời hiện đại, thuật ngữ bilad al-Yaman ám chỉ riêng phần tây nam của bán đảo. Các nhà địa lý Ả Rập bắt đầu ám chỉ toàn bộ bán đảo là 'jazirat al-Arab', hay bán đảo của người Ả Rập.
Vào lúc khởi đầu thế kỷ XX, Ottoman lao vào một kế hoạch nhiều tham vọng là xây dựng một tuyến đường sắt liên kết kinh đô Istanbul đến Hejaz với các đền thờ Hồi giáo linh thiêng tại đây. Mục tiêu quan trọng khác là nhằm cải thiện tích hợp kinh tế và chính trị các của các tỉnh Ả Rập xa xôi với nhà nước Ottoman, và tạo thuận lợi để vận chuyển binh sĩ trong trường hợp cần thiết. Đường sắt Hejaz chạy từ Damascus đến Medina, xuyên qua vùng Hejaz. Ban đầu nó được lên kế hoạch vươn đến Mecca, song bị gián đoạn do bùng phát Chiến tranh thế giới thứ nhất.
Những bước phát triển lớn vào đầu thế kỷ XX là khởi nghĩa Ả Rập trong Chiến tranh thế giới thứ nhất, và tiếp đến là việc Đế quốc Ottoman sụp đổ và bị phân chia. Khởi nghĩa Ả Rập (1916–1918) do Sherif Hussein ibn Ali khởi xướng với mục tiêu tìm cách độc lập khỏi quyền cai trị của Ottoman và lập một nhà nước Ả Rập thống nhất trải dài từ Aleppo tại Syria đến Aden thuộc Yemen. Trong Chiến tranh thế giới thứ nhất, Sharif Hussein tham gia vào một liên minh với Anh và Pháp nhằm chống lại Ottoman vào tháng 6 năm 1916.
Tiếp đến là sự kiện thống nhất Ả Rập Xê Út dưới quyền Abdulaziz Ibn Saud. Năm 1902, Ibn Saud chiếm được Riyadh, ông tiếp tục các cuộc chinh phục, chiếm lĩnh được Al-Hasa, Jabal Shammar, Hejaz từ năm 1913 đến năm 1926 rồi thành lập nhà nước Ả Rập Xê Út hiện đại. Ả Rập Xê Út sáp nhập Tiểu vương quốc Asir, và quá trình bành trướng của họ kết thúc vào năm 1934 sau chiến tranh với Yemen. Gia tộc Saud từng thành lập hai nhà nước và kiểm soát một phần lớn bán đảo Ả Rập trước thời Ibn Saud, Ả Rập Xê Út là nhà nước thứ ba của gia tộc Saud.
Phát hiện được các trữ lượng dầu mỏ lớn tại bán đảo Ả Rập trong thập niên 1930. Sản xuất dẩu mỏ đem đến nguồn của cải rất lớn cho các quốc gia trong khu vực, ngoại trừ Yemen.
Nội chiến Bắc Yemen là cuộc đấu tranh giữa những người bảo hoàng của Vương quốc Mutawakkilite Yemen và các phái của Cộng hòa Ả Rập Yemen từ năm 1962 đến năm 1970. Phái bảo hoàng được Ả Rập Xê Út ủng hộ, trong khi những người cộng hoà được Ai Cập và Liên Xô ủng hộ. Các lực lượng chính quy và không chính quy nước ngoài cũng can thiệp. Đến năm 1970, Quốc vương Faisal của Ả Rập Xê Út công nhận nước cộng hoà này và một hoà ước được ký kết. Các sử gia quân sự Ả Rập quy chiến tranh tại Yemen giống như Việt Nam của họ.
Năm 1990, Iraq xâm chiếm Kuwait, dẫn đến Chiến tranh Vùng Vịnh 1990–91. Ai Cập, Qatar, Syria và Ả Rập Xê Út tham gia một liên minh đa quốc gia để phản đối Iraq. Tuy nhiên, Jordan và Palestine ủng hộ Iraq, khiến quan hệ giữa nhiều quốc gia Ả Rập trở nên căng thẳng. Sau chiến tranh, "Tuyên bố Damascus" chính thức hoá liên minh về các hành động phòng thủ chung trong tương lai giữa Ai Cập, Syria, và các quốc gia thuộc Hội đồng Hợp tác Vùng Vịnh.